# Mallophora parasylveirii
Mallophora parasylveirii är en tvåvingeart som beskrevs av Artigas och Angulo 1980. Mallophora parasylveirii ingår i släktet Mallophora och familjen rovflugor. Inga underarter finns listade i Catalogue of Life.